# 広島市立基町高等学校
広島市立基町高等学校（ひろしましりつもとまちこうとうがっこう）は、広島県広島市中区に所在する公立高等学校。

## 概要
1942年に広島市立中学校として開校した。現在の校名は1980年に定められた。
20世紀末に校舎は全面リニューアルが行われ、エスカレーターや吹き抜け部分などを備えた校舎が2000年に完成した。この新校舎は京都駅や札幌ドームなどを手がけた建築家の原広司が設計した。

進路指導を最重点課題としている。進路実現に関する取り組みとしては、進路に関する個人面接を年に数十回行い、日々の勉強やクラブとの両立、進路の悩みなどの相談に応じたり、アドバイスをしている。また、進路LHRを設け、志望校についての理解を深めるなどしている。さらに、休日に教室を開放することで、生徒の自習場所の確保をしている。
多くの生徒が現役で国立大学へ進学する。2020年度の現役生国立大学合格者は193人。近年東京大学・京都大学への進学者も輩出している。
また各学年に1クラス創造表現コース（美術に関するコース）が設置されており、このコースの卒業生の多くは美術系の大学へ進学している。かつて広島市立中学校を名乗っていた時代に原子爆弾による死者を、生徒・教職員合わせて369人出した歴史を持っており、創造表現コースの生徒は、この時の原子爆弾に被爆しながらも生き延びた被爆者本人と話し合いを持ちながら、原子爆弾の投下によって広島で起きたことを描く試みも行った。
学校の敷地の東には広島高等裁判所をはじめとする官庁街、西に市営の高層アパート、南に広島城や紙屋町の高層ビル街、北に城北通りを臨み、広島市の都心部に位置する。アストラムラインの城北駅が最寄り駅である。

### 校訓
- 「自主自律」

### 校章

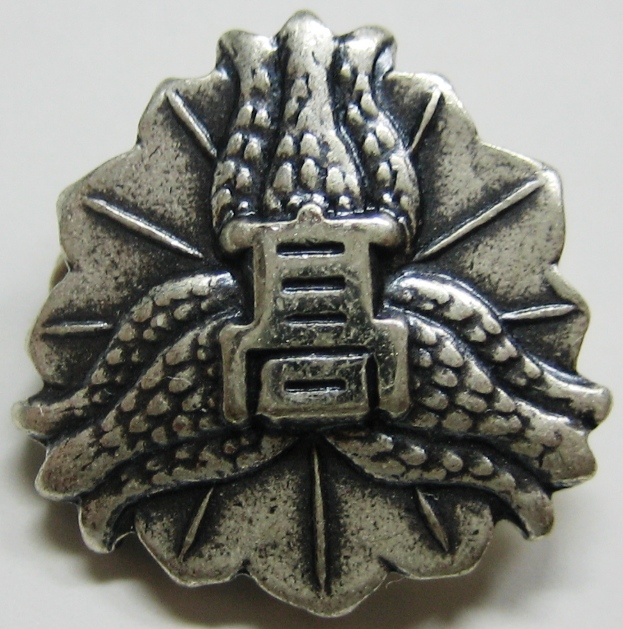
校章 2007年8月28日撮影

桐の果実3個と葉3葉とを組合せ、その上に「高」の字を配している。この木には、鳳凰がつねに来たりて宿り、その葉につつまれ実をついばんで、いよいよ気高くなるという。生徒ひとりひとりが鳳凰たる自負と襟度をもって、心身の錬磨に精進することを念願したものである。ちなみに「広島市内六校」は基町高校の桐と同様に各校ともシンボルツリー（校樹）を制定しており、舟入高校を除く5校の校章は、いずれも自校のシンボルツリーの葉を図案化したものであるという共通点がある。

### 校歌
高校の校歌としては珍しい、混声四部合唱である。

## 沿革
- 1942年 - 広島市立中学校として設立。
- 1943年 - 中広町（現在の市立中広中学校校地）に新校舎建設・移転。
- 1945年 - 広島への原爆投下に伴い、生徒・教職員369人が被爆死。同年10月、市立比治山小学校校舎を借用し、授業再開。
- 1947年 - 現在地に新築・移転。
- 1948年 - 学制改革により広島市立城北高等学校を設置。
- 1949年 - 広島市商業高等学校と広島県広島商業高等学校の2校を広島県広島観音高等学校と広島県広島基町高等学校'の商業科に編入し、校名も改称。
- 1954年 - 商業科をもとの広島県広島市商業高等学校と広島県立広島商業高等学校の2校に分離して普通科単科校となる。
- 1956年 - 総合選抜制度導入。国泰寺高校・観音高校・皆実高校・舟入高校との一括募集に変更され、「広島市内五校」（後に井口高校が加わり「広島市内六校」）と称される。
- 1980年 - 設置者である広島市の政令指定都市移行に伴い、現在の校名に改称。
- 1991年 - 総合選抜制度下の「広島市内六校」を東西学校群に分割。基町高校は国泰寺高校・皆実高校と共に東部グループに属する。
- 1998年 - 総合選抜制度全廃。単独選抜に移行。
- 1999年 - 南棟落成。
- 2000年 - 西棟も落成したことで、新校舎が全て完成[1]。創立50周年記念・校舎落成記念式典を実施。
- 2003年 - 広島市全域に学区を拡大。また、学区外からの調整枠が10％に変更。
- 2006年 - 入学制限の変更。普通科普通の学区外からの調整枠が30％に変更（学区の変更なし）。創造表現コースは全県一円に。
- 2007年 - 生徒が被爆者の証言を聞き取り絵にする「原爆の絵」の制作を開始。

## 校舎

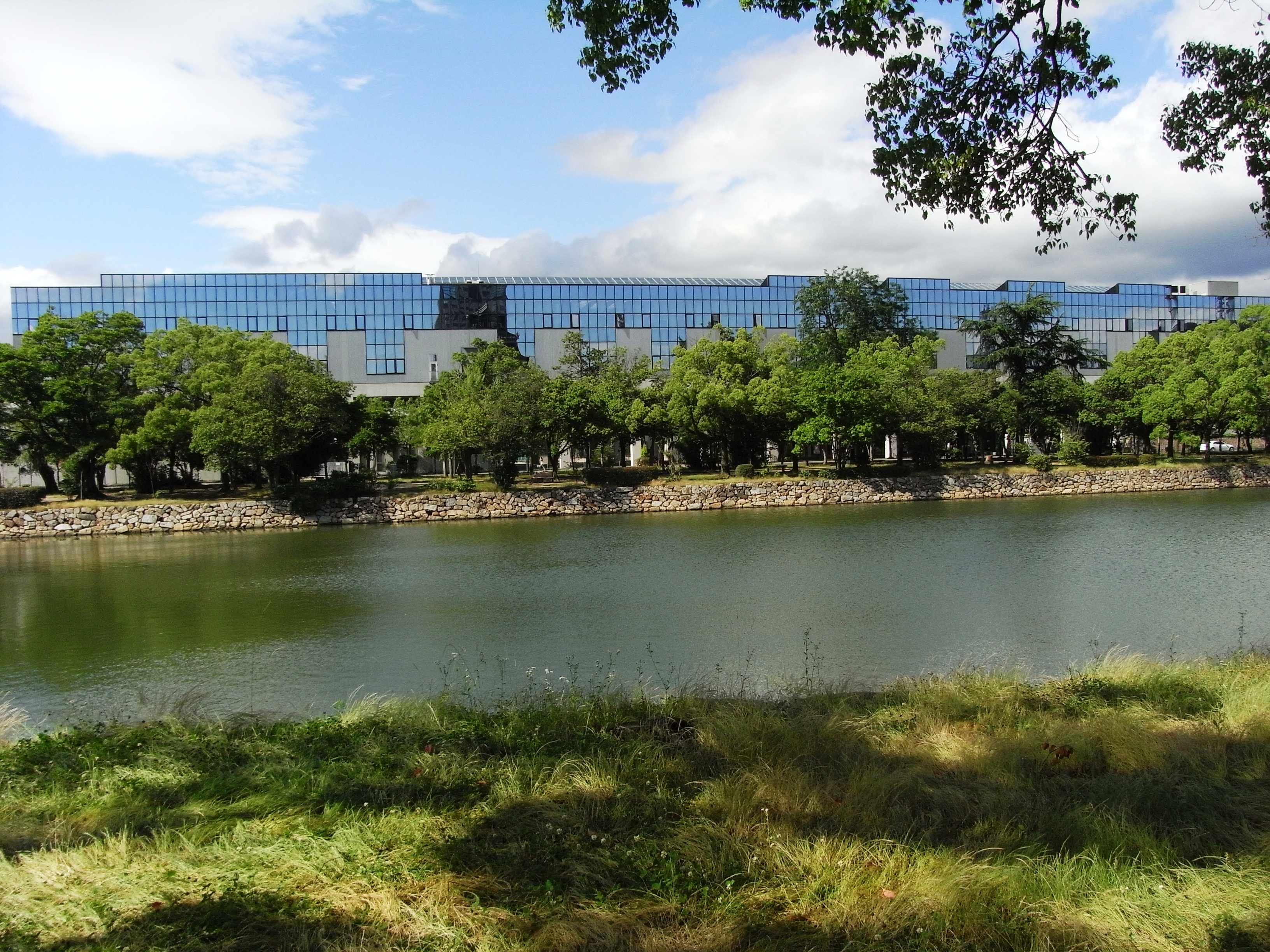
南棟 2008年6月22日撮影

新校舎の設計は田崎美術館（日本建築学会賞）、大阪の梅田スカイビル、京都駅などの設計を手掛けた原広司であり、「夜明けの様相」と名付られた新校舎は平成12年(2000年)に竣工した。その新校舎は「田中くんはいつもけだるげ」（2016年4月広島テレビ）や、映画「君の名は。」に登場する東京都立神宮高等学校の内観のモデルとなった。
新校舎である『南棟（1999年完成）』と『西棟（2000年完成）』、従前からある校舎の『北棟』と『同窓会館』と『図書館』などからなっている。クラブなどの合宿に使うことができる『セミナーハウス』も建設予定だったが、更地のままである（現在は職員用駐車場として利用）。正門は存在しない。

### 南棟
南棟は、1階に生徒玄関、事務室、校長室など、2階に家庭科関係の教室と音楽室、3階に各教科の教室、4階に1 - 3年の全てのHR教室が配置され、吹き抜けを挟んで各学年が向き合う形になっている。1階と3階、3階と4階を結ぶエスカレーターが上り方向へのみ設置されており、2階へのエスカレーターも存在しない。この他にエレベーターが1基設置されている。トイレは床材として黒大理石を使用しており、トイレの水道はセンサー式であり、身体障碍者用トイレも各階に設置されている。

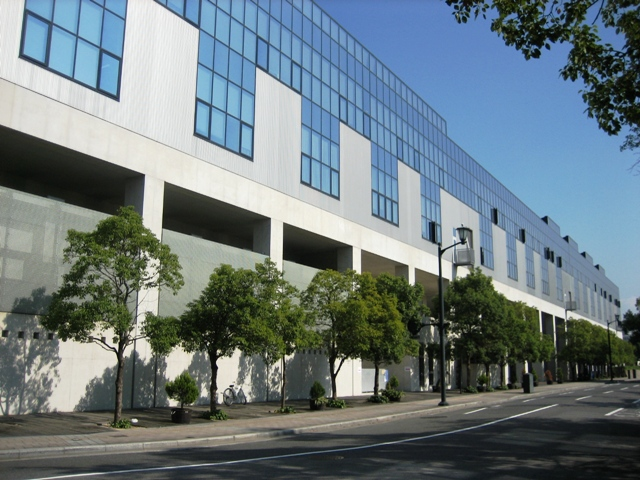
南棟 2006年11月4日撮影
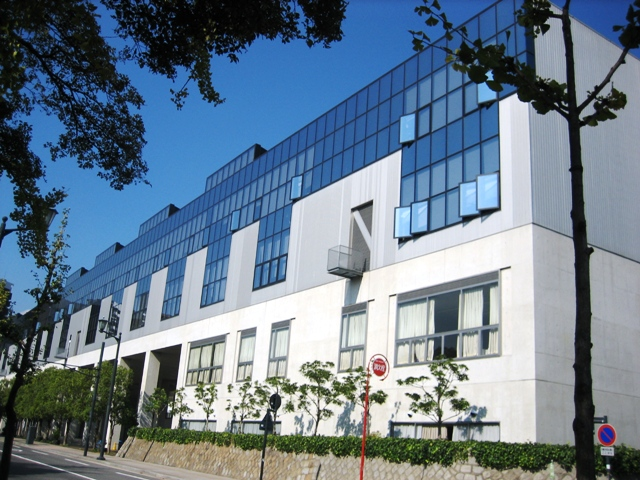
南棟 2006年11月4日撮影
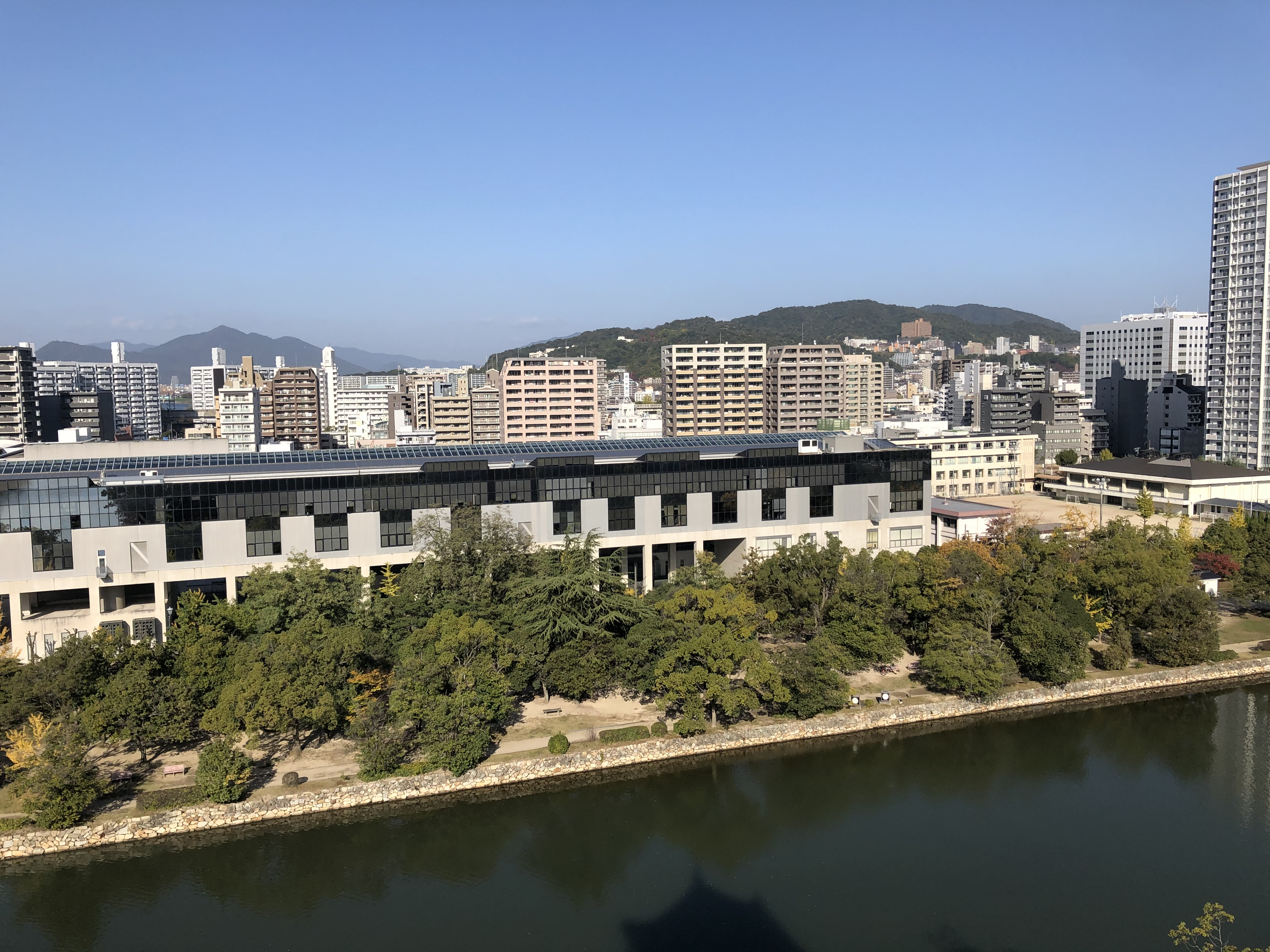
広島城から見た南棟
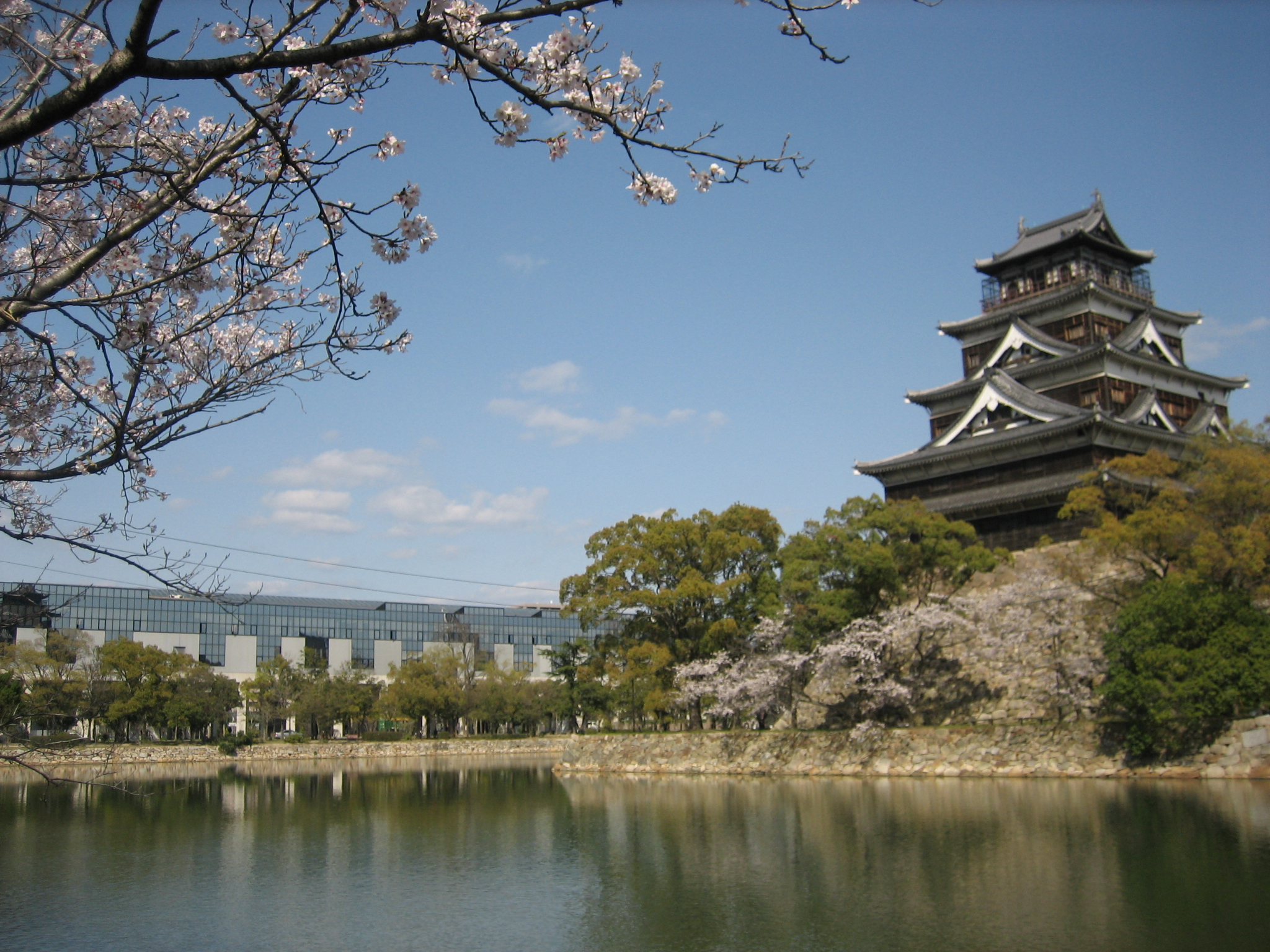
広島城と南棟 2007年4月5日撮影

### 西棟
西棟は、1 - 3階に講堂と室内運動場、3階にトレーニングルーム、4階に主に創造表現コースが使用する美術教室がある。4階にはギャラリーも設置されており、創造表現コースの生徒らによる作品などが飾られている。また、西棟にもエレベーターが1基設置されており、身体障碍者用トイレも各階に設置されている。

## 授業
授業は長期休暇期間と祝日を除いて、月・金は50分×6限、火〜木は50分×7限の週32時間である。

## 学校行事
- 4月、前期始業式・入学式・健康診断・スポーツテスト・遠足
- 5月、PTA総会
- 6月、第1回考査
- 7月、文化祭・希望者補習（夏季休業中）
- 8月、市中慰霊祭・創造表現コース作品展
- 9月、第2回考査・体育大会
- 10月、修学旅行（2年生）・前期終業式・秋期休業・後期始業式
- 11月、芸術鑑賞・読書会
- 12月、第3回考査・合唱コンクール（1・2年生）
- 1月
- 2月、校内マラソン大会（宮島、1・2年生）
- 3月、卒業式・第4回考査（1・2年生）・クラスマッチ（1・2年生）・後期終業式

## 部活動
- ESS（英語部）
- 演劇部
- 化学部
- 合唱部
- 器楽部（トランペット奏者で作曲家の栗栖健一が所属していた。）
- 茶華道部
- 書道部
- 新聞部
- 生物部（「ズッコケ三人組」シリーズなどの著者、那須正幹、鳥類学者の飯田知彦が所属していた。）
- 美術部
- フォークソング部
- 文芸部
- 放送部
- 競技かるた部（2017年夏全国大会出場）
- インターネット部
- 弓道部
- 剣道部
- 山岳部
- 水泳部（インターハイで総合優勝を達成している。）
- サッカー部
- 柔道部
- ソフトテニス部
- 卓球部
- 硬式テニス部
- バスケットボール部
- バドミントン部
- バレーボール部
- 野球部（2004年春県ベスト8、2004年夏県ベスト16、2006年夏県ベスト16、2014夏県ベスト16）
- 陸上部（2006年のインターハイに部員1名が出場。）
- クイズ同好会(2024年高校生クイズ全国出場)
- ダンス同好会

## 出身者

### 政治
- 松浦大悟（秋田県選挙区選出の元参議院議員、元秋田放送アナウンサー）
- 松井一實（現広島市長、元厚生労働官僚）

### 学術
- 浜田博文（教育学者、筑波大学教授）
- 松坂修二（工学者、京都大学教授）
- 山田浩之（教育社会学者、広島大学教授）
- 大田晋（川崎医療福祉大学教授、元広島市助役、元厚生省官僚）
- 飯田知彦（鳥類学者、生態学者、日本希少鳥類研究所 所長）
- 大井赤亥（政治学者、有田芳生の政策担当秘書）

### 経済
- 楠雄治（楽天証券代表取締役社長）
- 仙田信吾（サンフレッチェ広島代表取締役社長）
- 三部敏宏（本田技研工業代表取締役社長、日本自動車工業会副会長）

### 文化
- 那須正幹（作家） - 代表作は「ズッコケ三人組」シリーズ。
- 朽木祥（児童文学作家）[8]
- 久繁哲之介（作家、地域再生プランナー）
- 松本美緒（漫画家）
- 勢古浩爾[9] （評論家・エッセイスト） - 転校
- 坂本敏夫（ノンフィクション作家、元刑務官）
- 谷口達郎（写真家）
- 栗栖健一（吹奏楽作曲家、トランペット奏者）
- 片島蘭（染色家）

### 芸能
- 神園さやか（歌手） - 転校
- 荒木健太（音楽家）
- 河合みのる (声優)
- 桂鯛蔵 (2代目)（落語家）

### スポーツ
- 渡辺正（元サッカー日本代表選手、代表監督、メキシコオリンピック銅メダリスト、1年2学期に崇徳高等学校より編入学）
- 佐伯博司（元サッカー日本代表選手、元八幡製鉄サッカー部選手）
- 泉政伸（元トヨタ自動車工業サッカー部選手）
- 永田晃司（プロバスケットボール選手）
- 川本徳三 （プロ野球選手）- 17歳で中退して広島東洋カープへ入団
- 相葉直紀（長距離走選手・中電工所属）

### アナウンサー
- 桑原しおり（中国放送元アナウンサー）
- 三宅正治（フジテレビアナウンサー）
- 中谷隆宏（フリーアナウンサー、元TOKYO MXニュースキャスター、元山口放送アナウンサー）

### その他
- 丸田智子（映像バイヤー）